# Schiffshebewerk Lüneburg

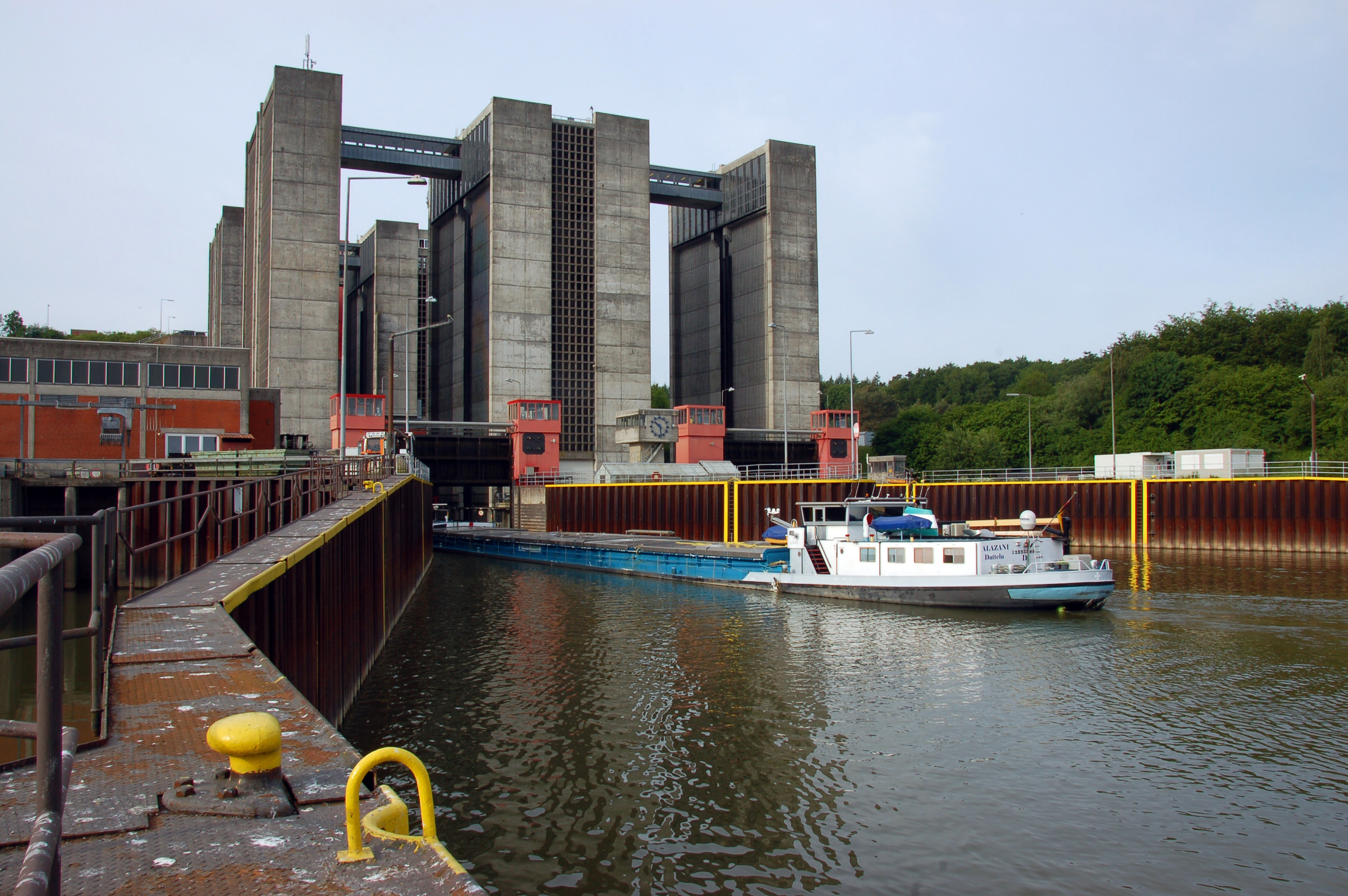
Unterhafen Schiffshebewerk Scharnebeck bei Lüneburg

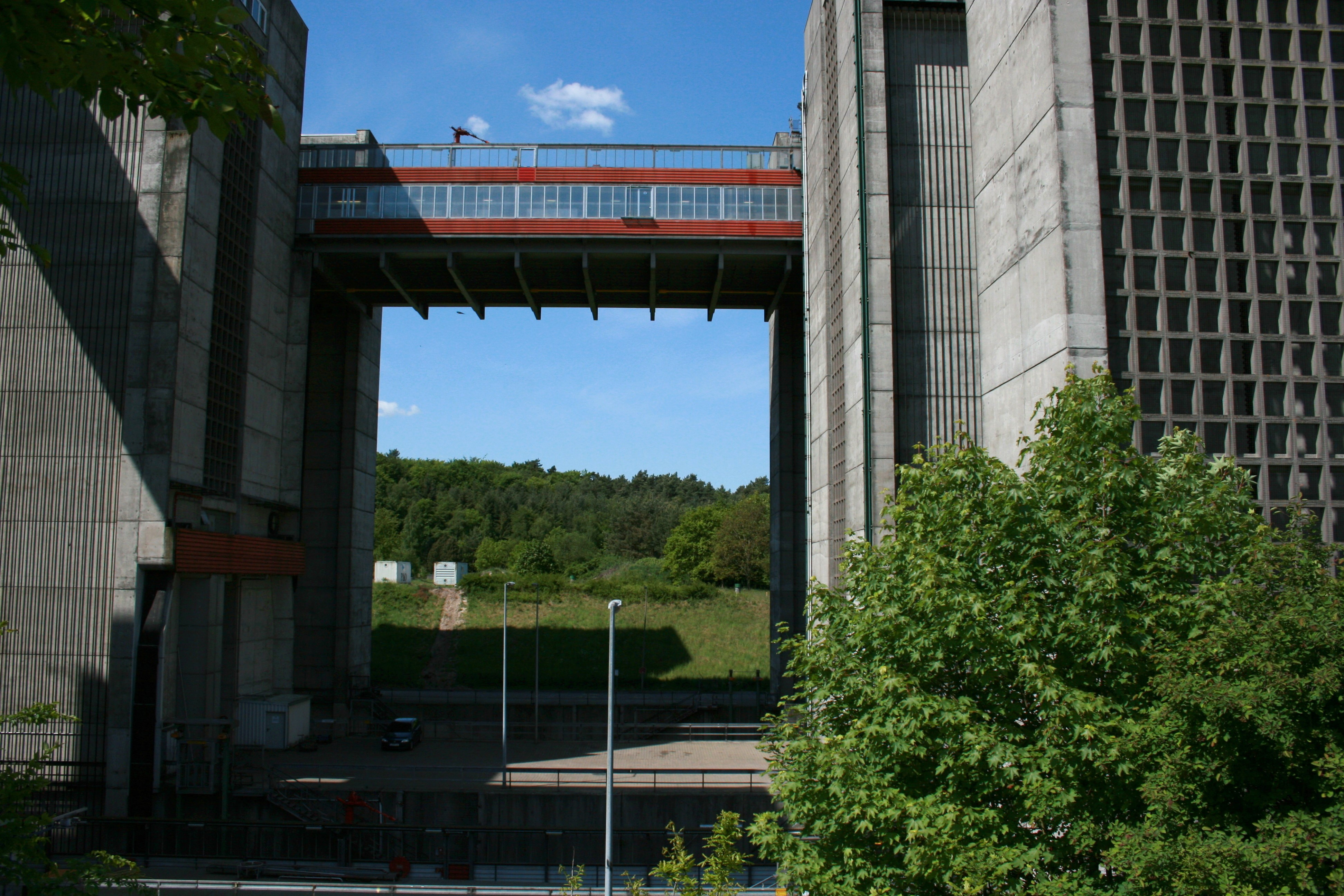
Der hintere Trog oben, der vordere Trog unten

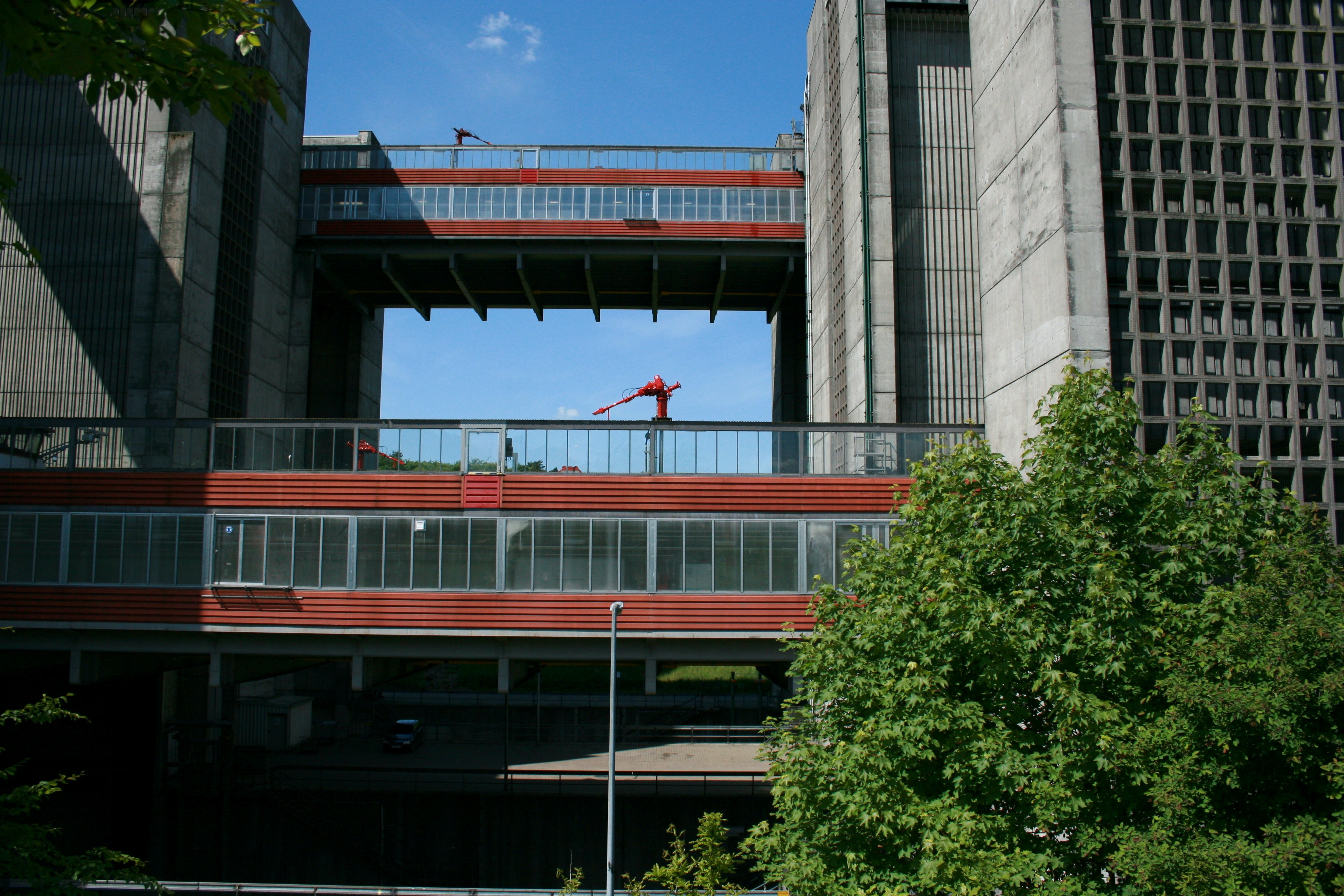
Der hintere Trog oben, der vordere Trog in mittlerer Stellung. Im rechten Turm sind, besonders im Vergleich, die Gegengewichte erkennbar.

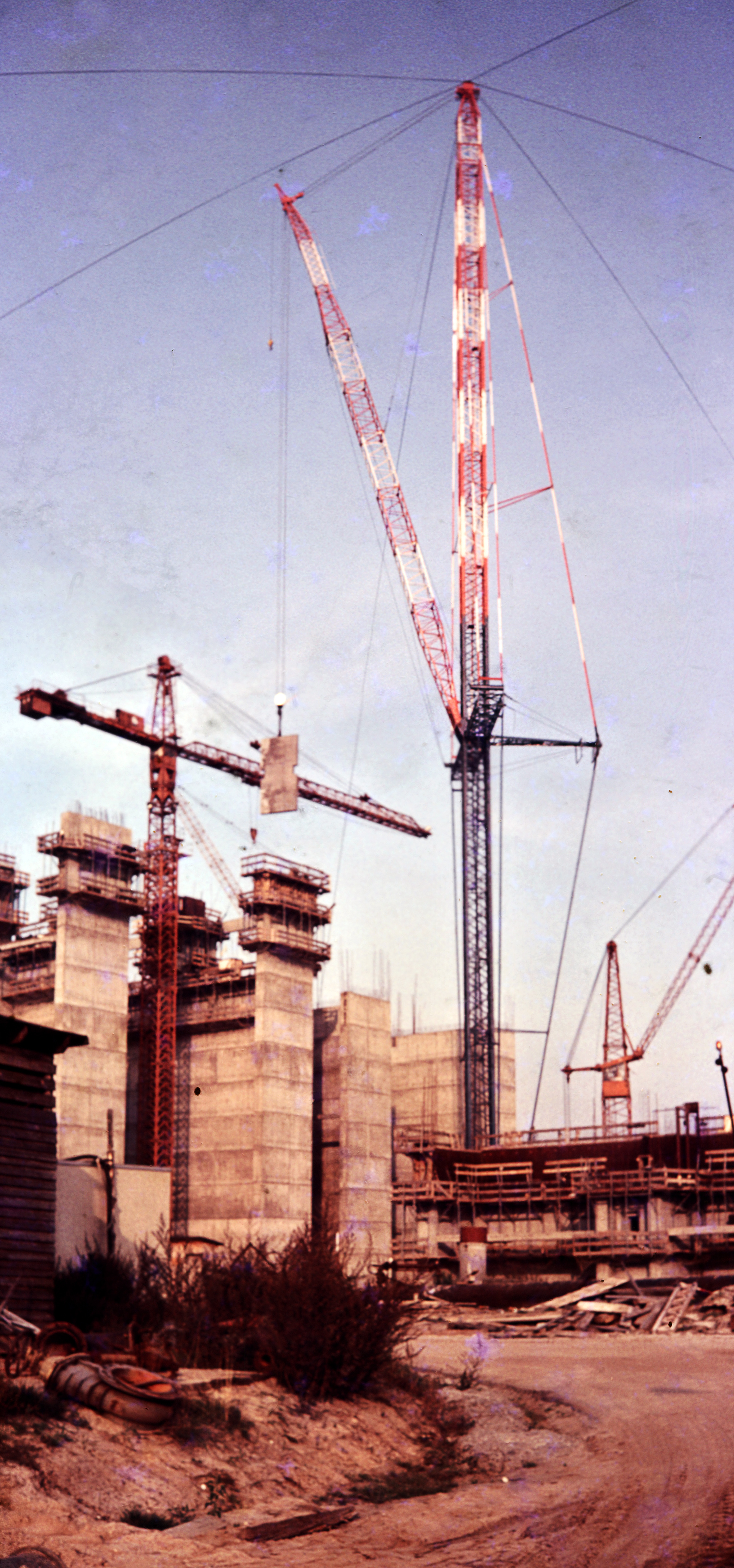
Schiffshebewerk im Bau September 1971 – Der große Spezialkran mit 30 t Last bei 60 m Auslage beim Einsetzen eines Kontergewichts

Das Schiffshebewerk Scharnebeck (bei Lüneburg) gehört zur nördlichen der beiden Kanalstufen der Bundeswasserstraße Elbe-Seitenkanal, für den seit 2020 das Wasserstraßen- und Schifffahrtsamt Mittellandkanal / Elbe-Seitenkanal zuständig ist. Der Elbe-Seitenkanal verbindet die Elbe bei Artlenburg mit dem Mittellandkanal bei Edesbüttel westlich von Wolfsburg. Das Hebewerk wurde 1974 als damals weltgrößtes am Fuß des Geestrandes zur Elbmarsch in Scharnebeck, nordöstlich von Lüneburg und neun Kilometer südlich der Elbe, gebaut. Das erste Schiff passierte das Schiffshebewerk mit der Teilfreigabe des Kanals zwischen der Elbe und dem Hafen Lüneburg am 5. Dezember 1975.
Es ist durch mehrere Promenaden gut zu besichtigen und in Verbindung mit dem nahen Museum ein beliebtes Ausflugsziel. Pro Jahr besichtigen etwa 500.000 Besucher das Hebewerk.

## Technische Daten
- Bauart: Doppelsenkrechthebewerk mit Gegengewichten und zwei unabhängig voneinander arbeitenden Trögen in je vier Führungstürmen
- Baukosten: 190 Millionen DM (nach Nachrüstung)
- Fallhöhe: maximal 38 m (abhängig vom Wasserstand der Elbe)
- Trogabmessungen: Nutzlänge/Nutzbreite/Drempeltiefe 100 m / 11,8 m / 3,38 m (tatsächliche Länge zwischen den Toren = 105,6 m)
- Trogtore und Haltungstore im Oberhaupt und Unterhaupt sind Hubtore
- Torschutzeinrichtungen: Die an den Trogtoren angebauten Fangseile zum Schutz vor Schiffsstößen verkürzen die nutzbare Länge für die Schifffahrt auf 100 m
- Gesamtgewicht des mit Wasser gefüllten Troges: 5.800 t
- Gesamtgewicht der bewegten Teile eines Troges (einschl. Wasser): circa 11.800 t
- Gewicht einer Gegengewichtsscheibe aus Schwerbeton (224 Stück pro Trog): circa 26,5 t (Gesamtes Gegengewicht 5.936 t pro Trog)
- Maße einer Gegengewichtsscheibe: 6,8 m × 3,4 m × 0,32 m
- Dicke der 240 Stahlseile je Trog: 54 mm
- Antrieb eines Troges: Vier Elektromotore mit jeweils 160 kW
- Dauer eines Hebe-/Senkvorgangs: 3 Minuten
- Dauer einer Durchfahrt (inklusive Ein- und Ausfahrt): 15–20 Minuten
- Leistung des Pumpwerks zur Wasserversorgung des Kanals aus der Elbe: 6,75 m³/s

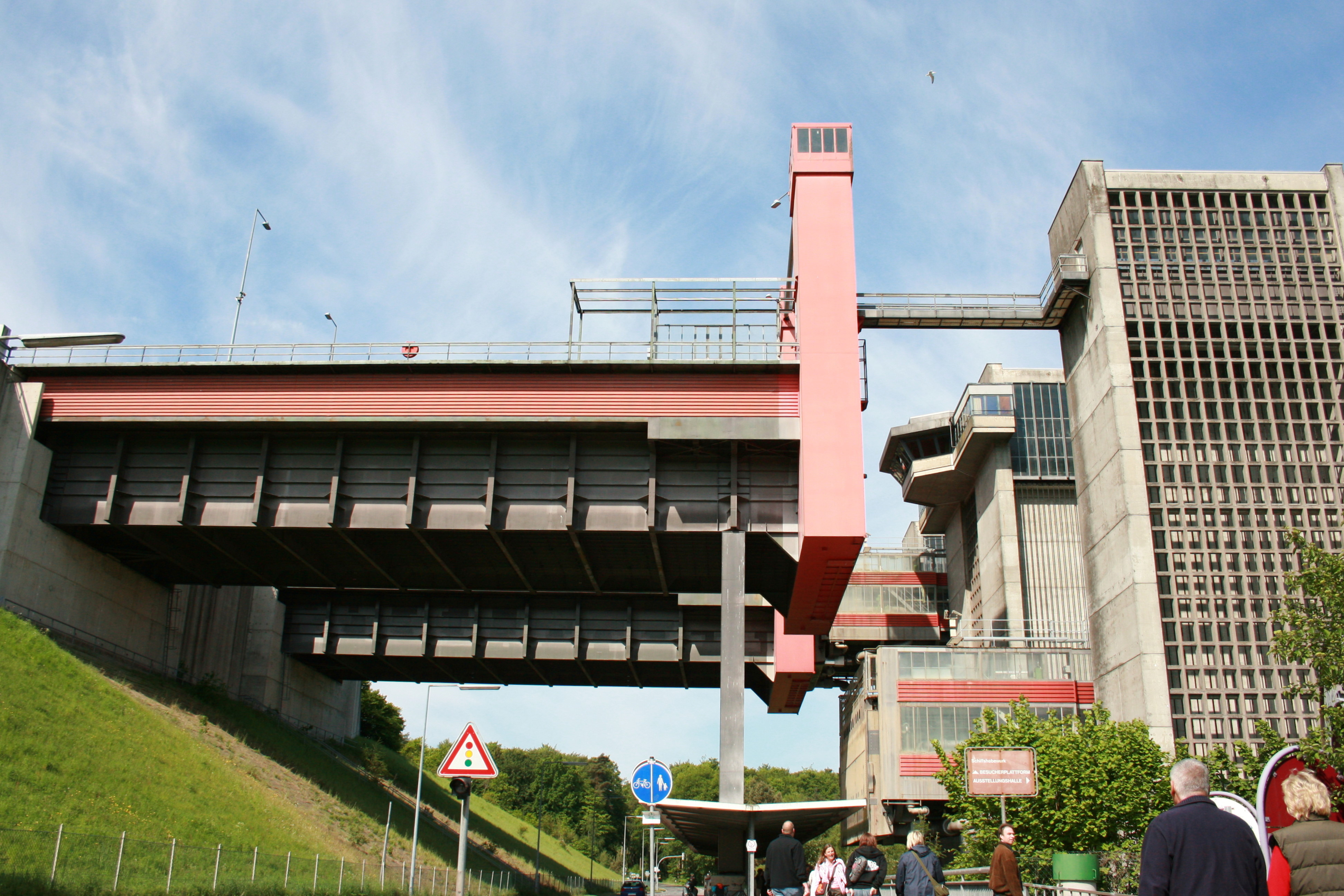
Die Kanalbrücken über der Adendorfer Straße als Verbindung zwischen oberem Vorhafen und den Trögen
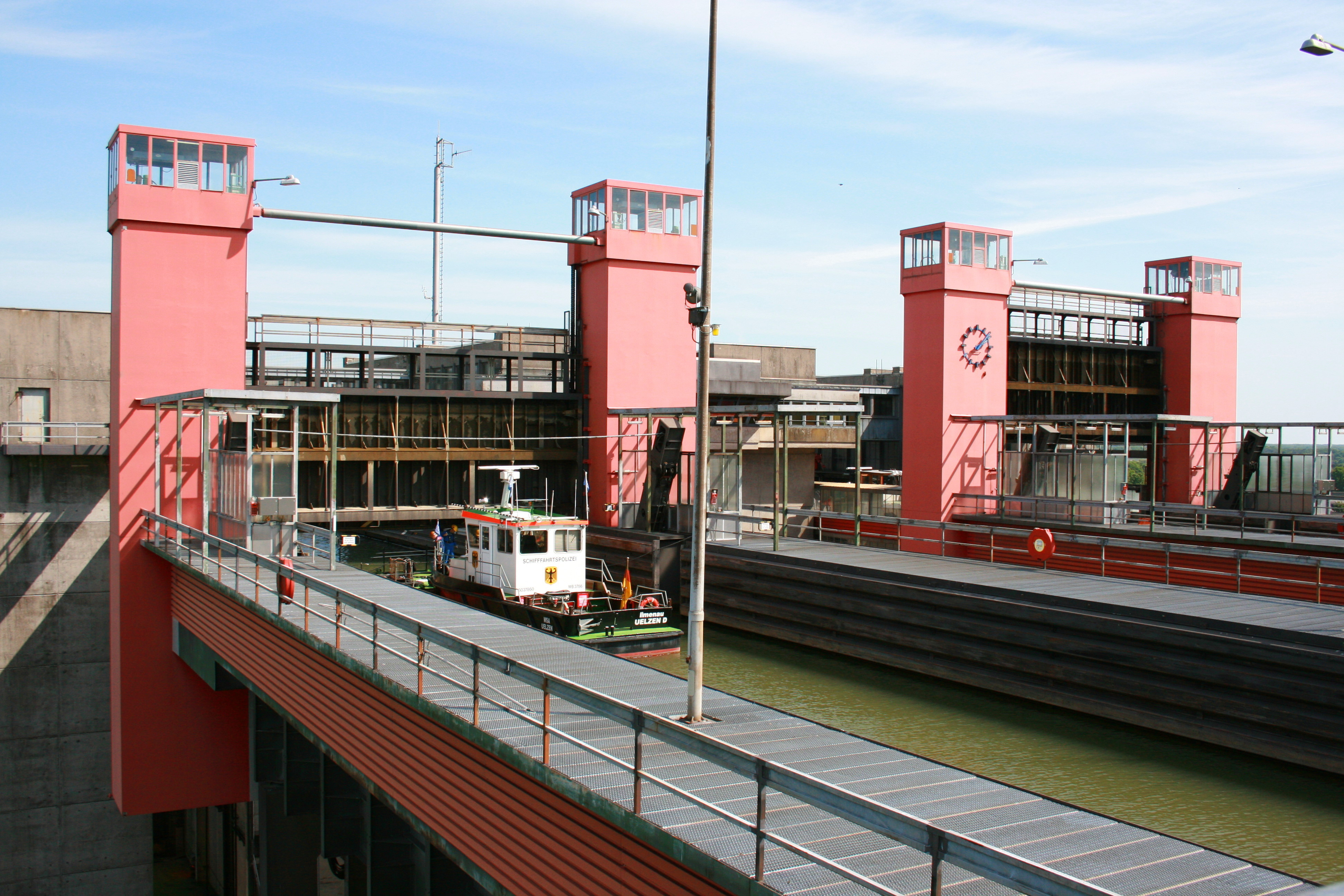
Das Schiffshebewerk vom Oberwasser aus gesehen
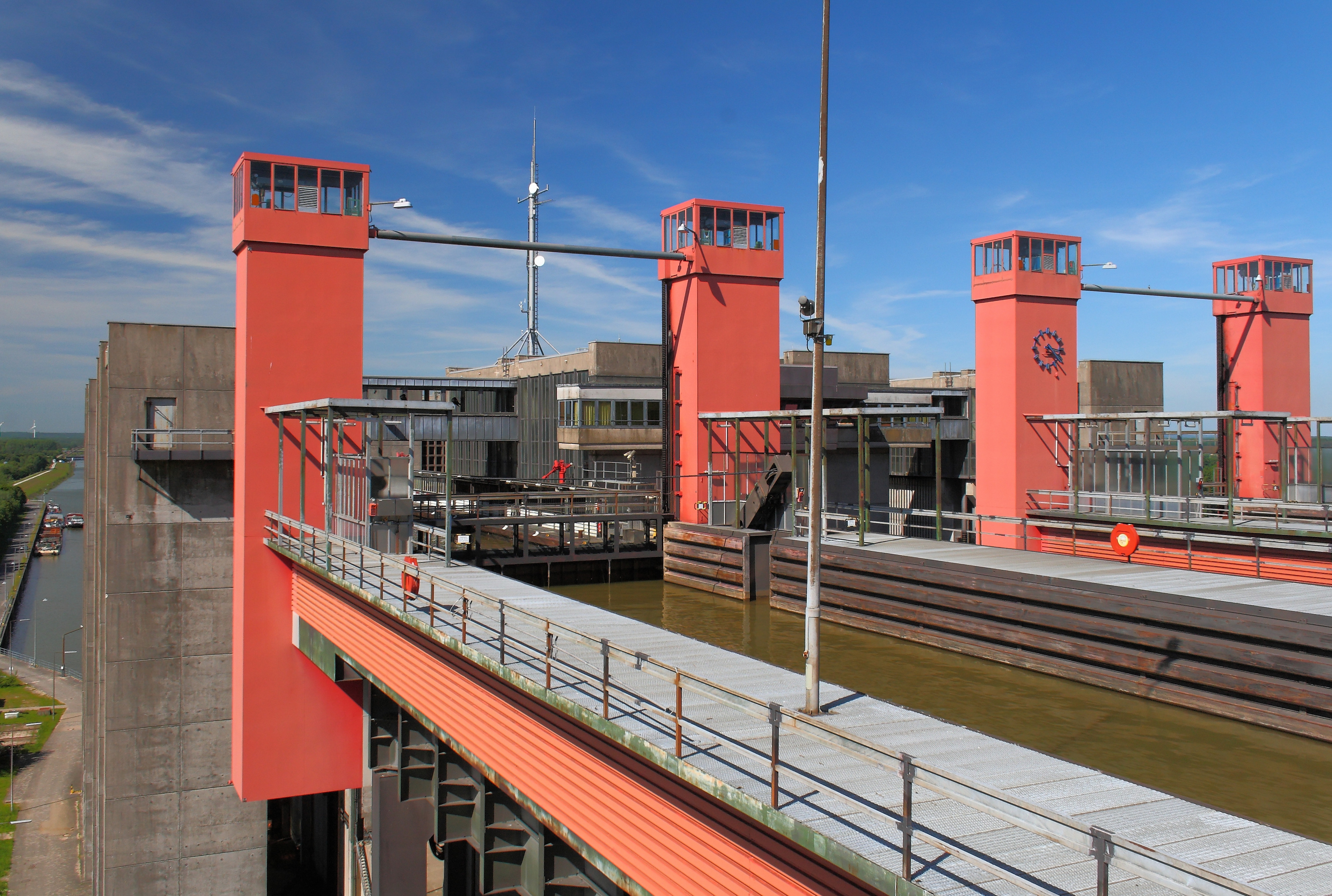
38 m beträgt die maximale Differenz zwischen Ober- und Unterwasser (Fallhöhe)
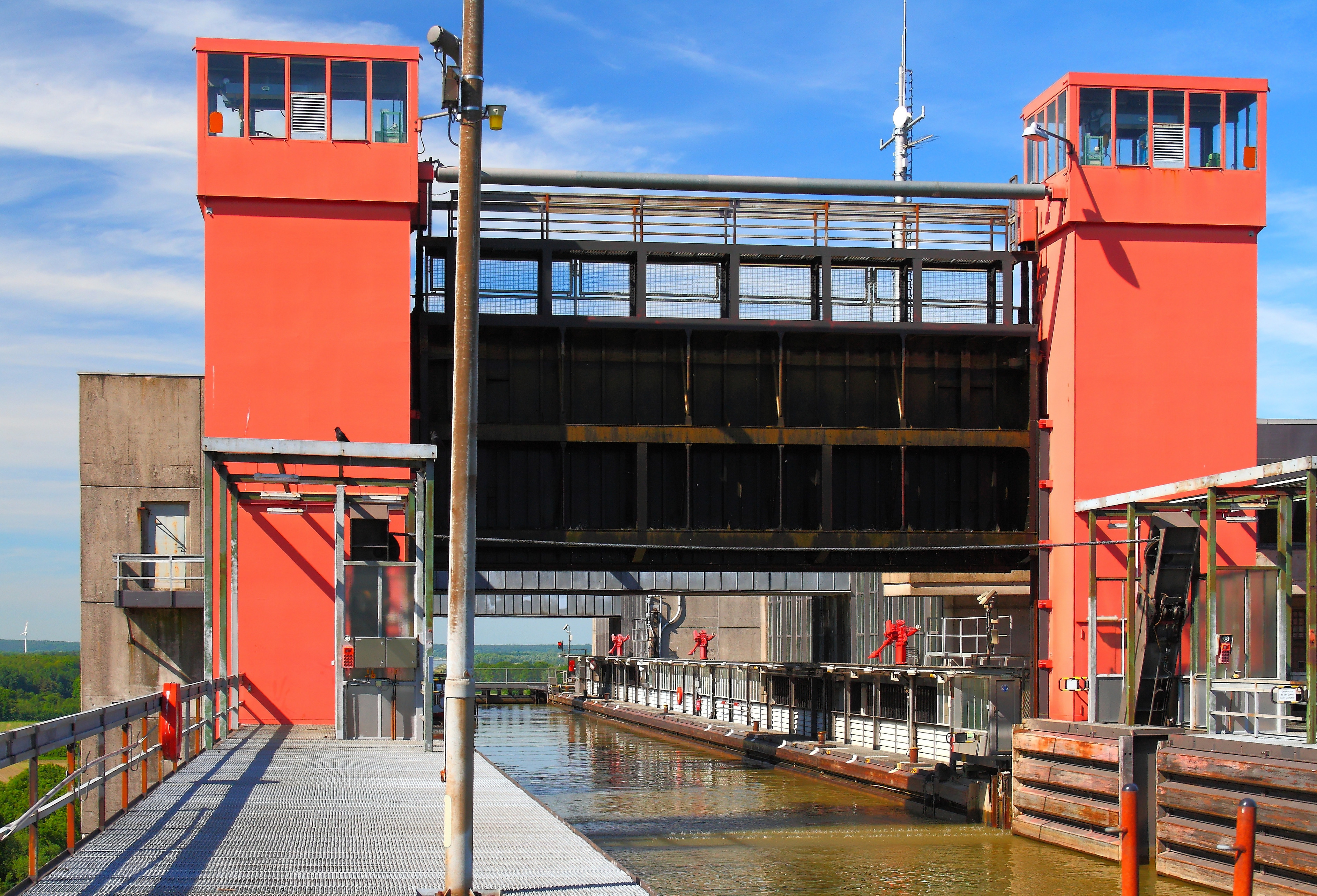
Blick vom Oberwasser in den westlichen Trog
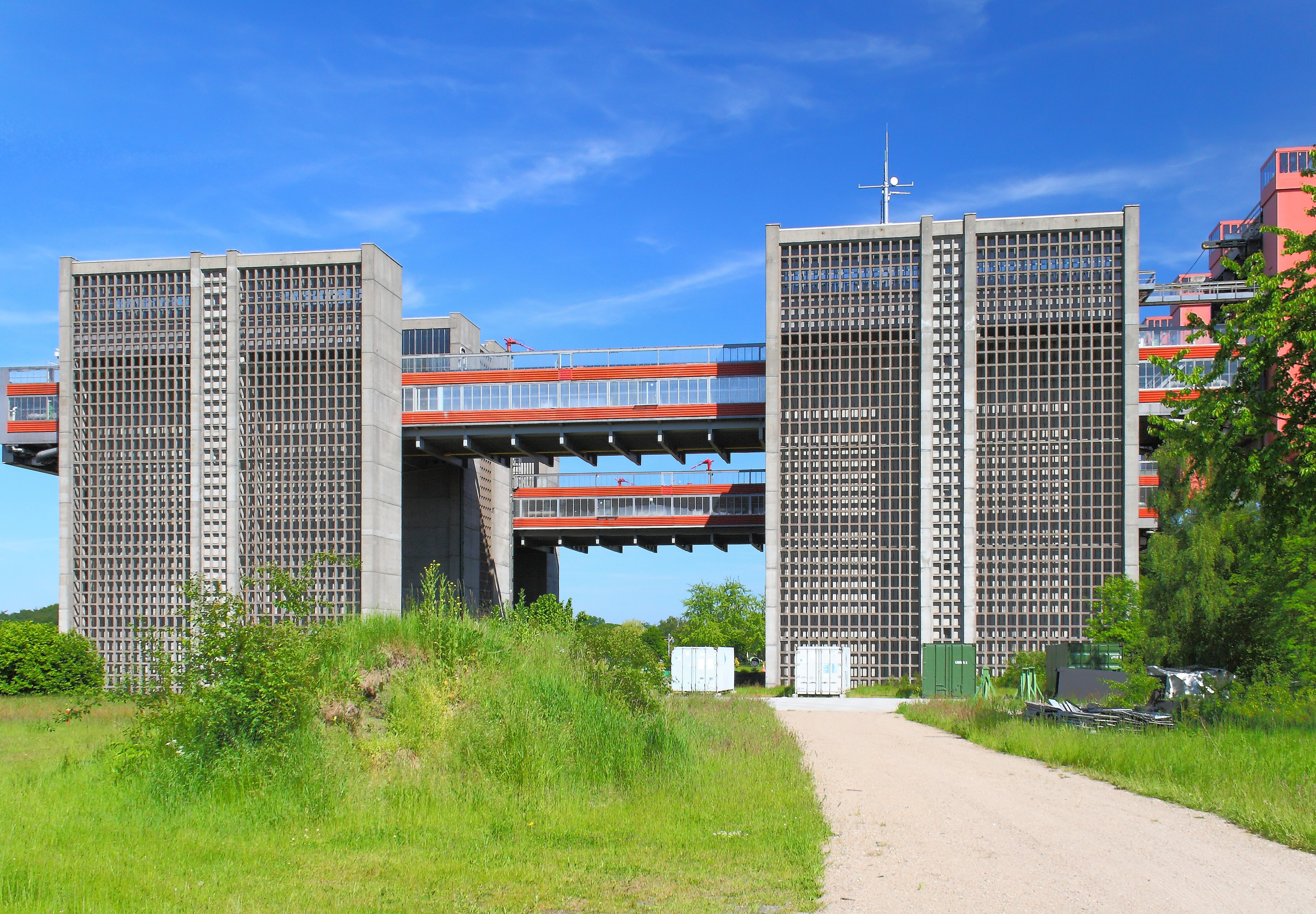
Westansicht mit beiden Trögen in voller Länge
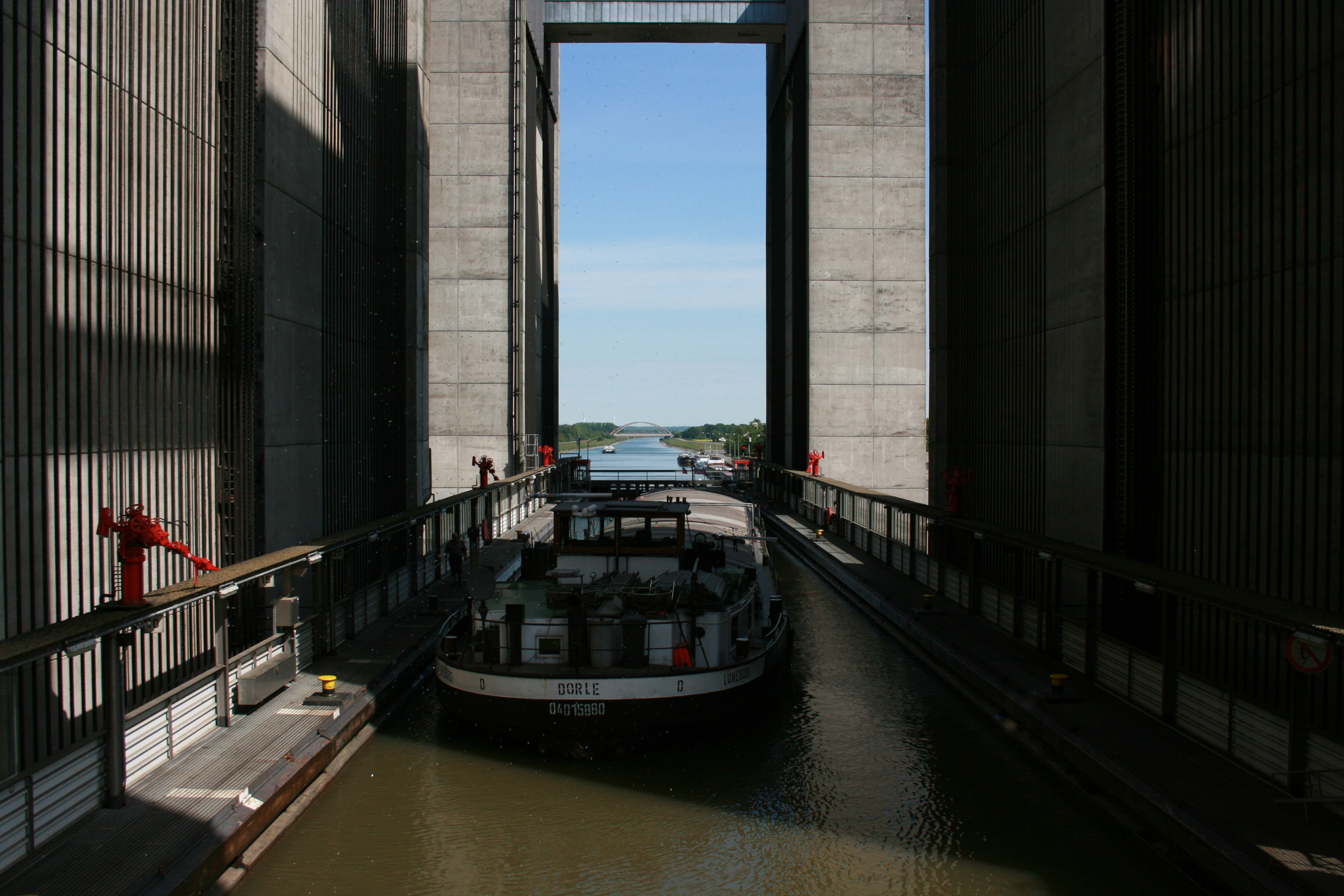
GMS Dorle aus Lüneburg im absinkenden Trog
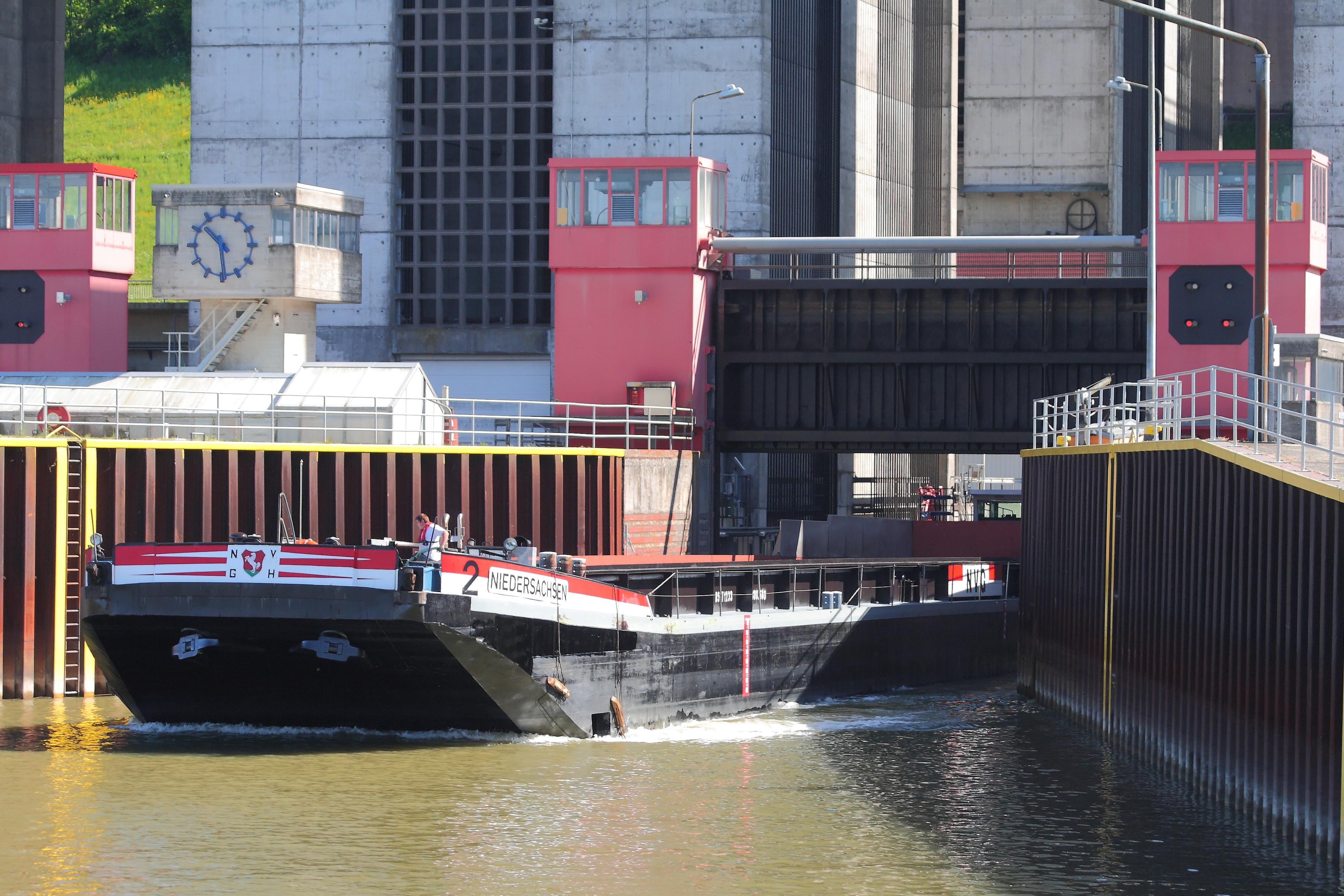
GMS Niedersachsen 04003680 Richtung Elbe auslaufend
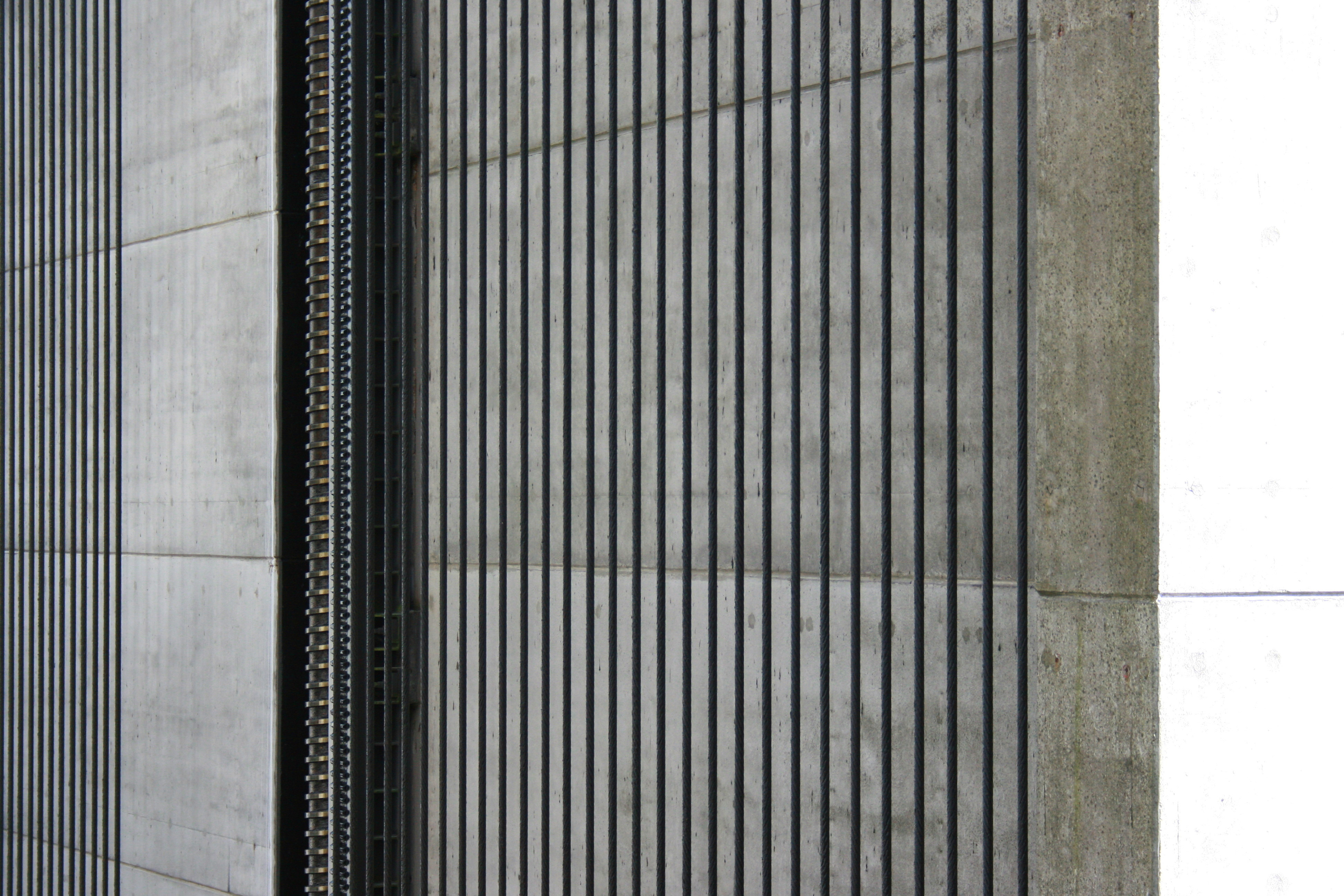
Gewindespindel der Verstelleinrichtung und Seile der Gegengewichte
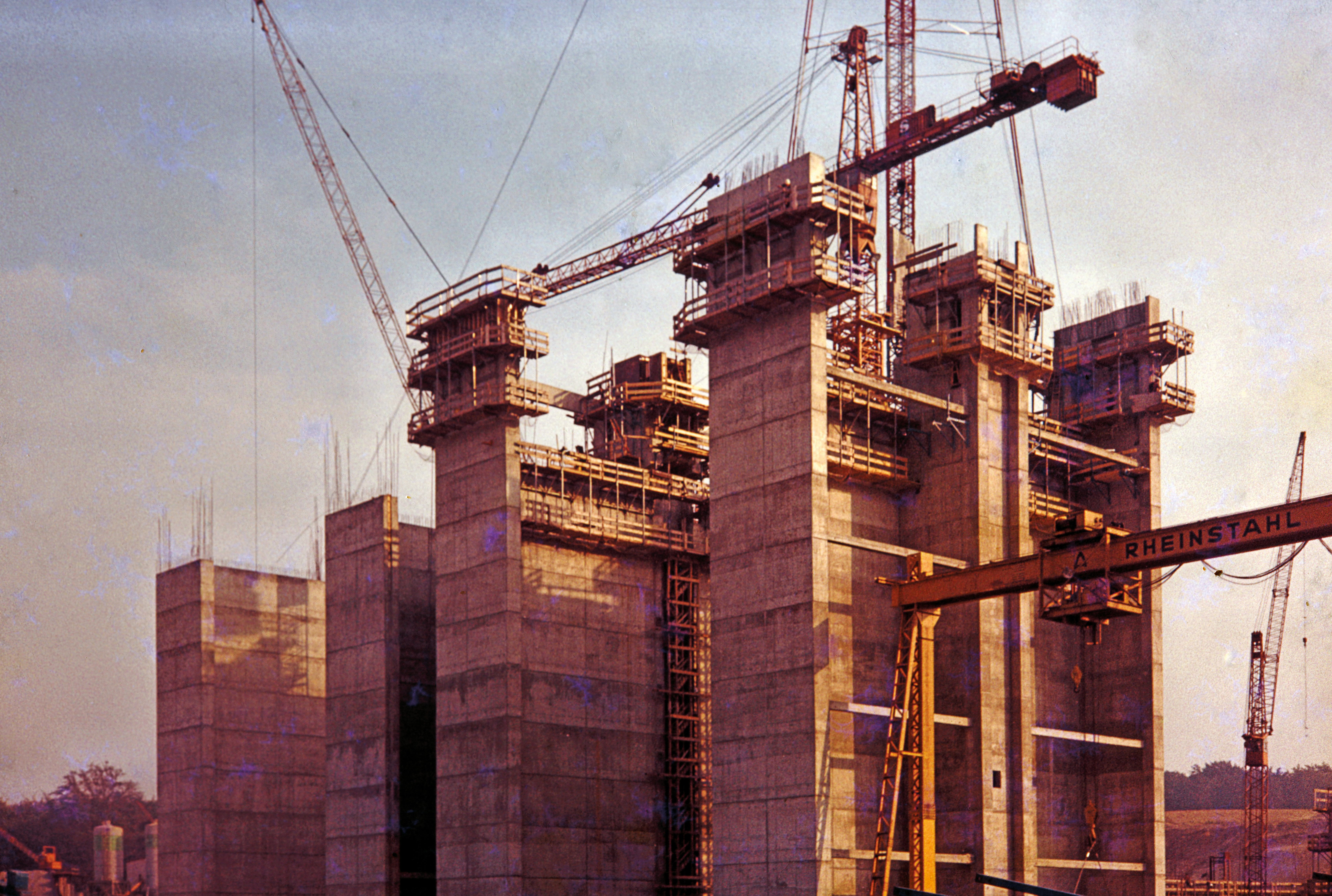
Schiffshebewerk im Bau September 1971 – Nördliche Türme kurz vor der Fertigstellung
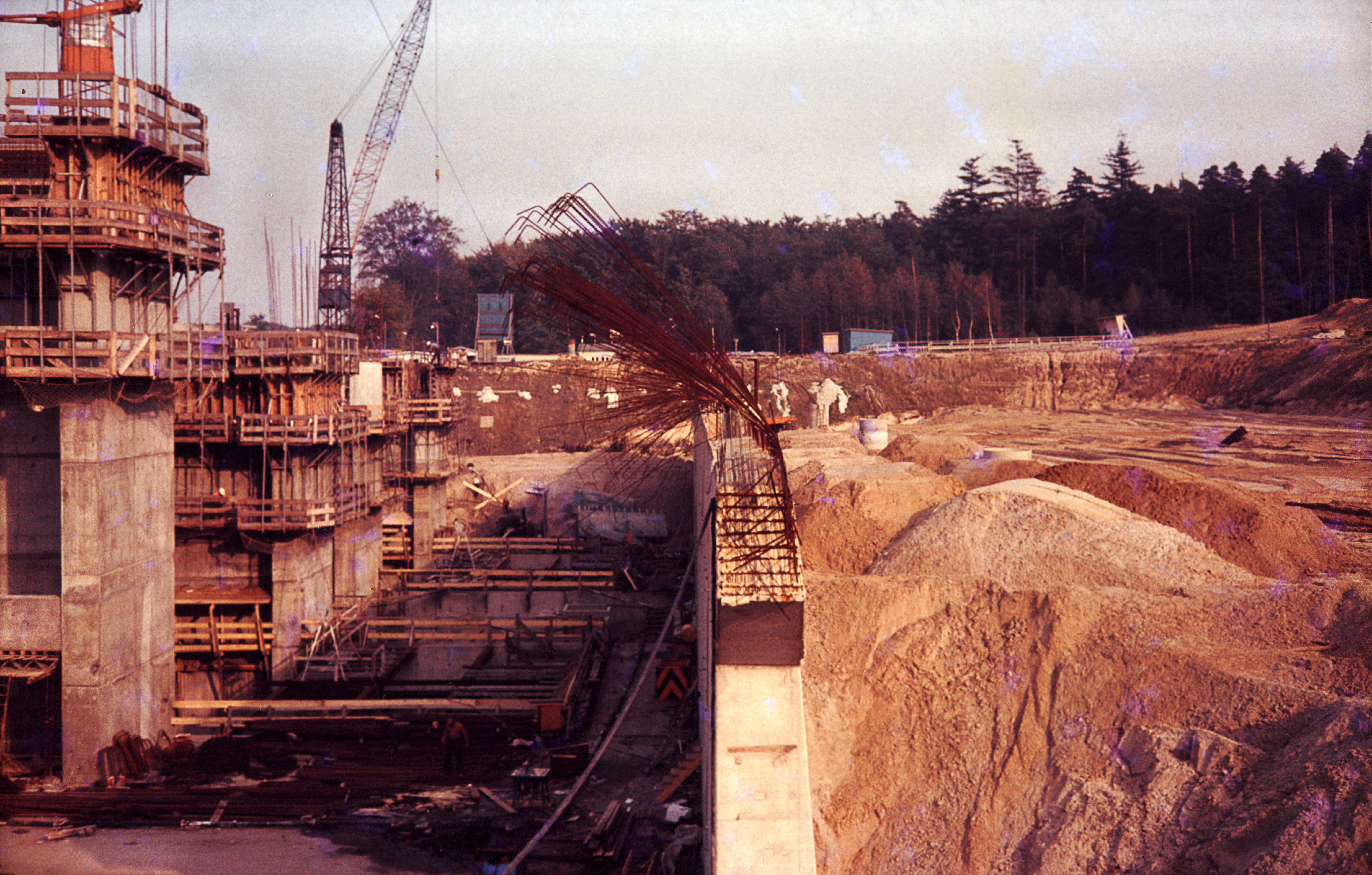
Schiffshebewerk im Bau September 1971 – Blick nach Osten Stützwand zum Oberwasser
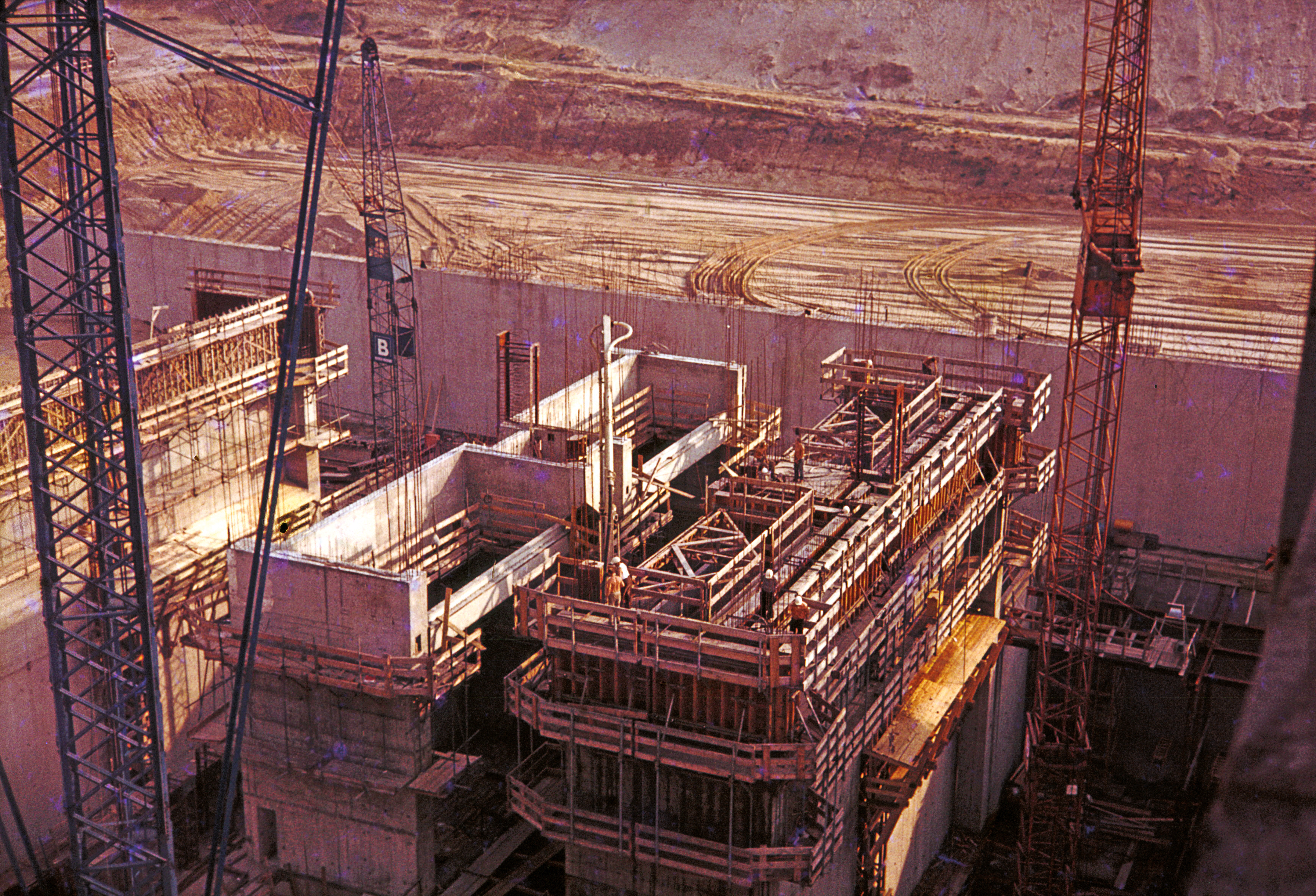
Schiffshebewerk im Bau September 1971 – Südliche Türme vor der Stützwand Richtung Oberwasser – Betonierarbeiten mit Kletterschalung
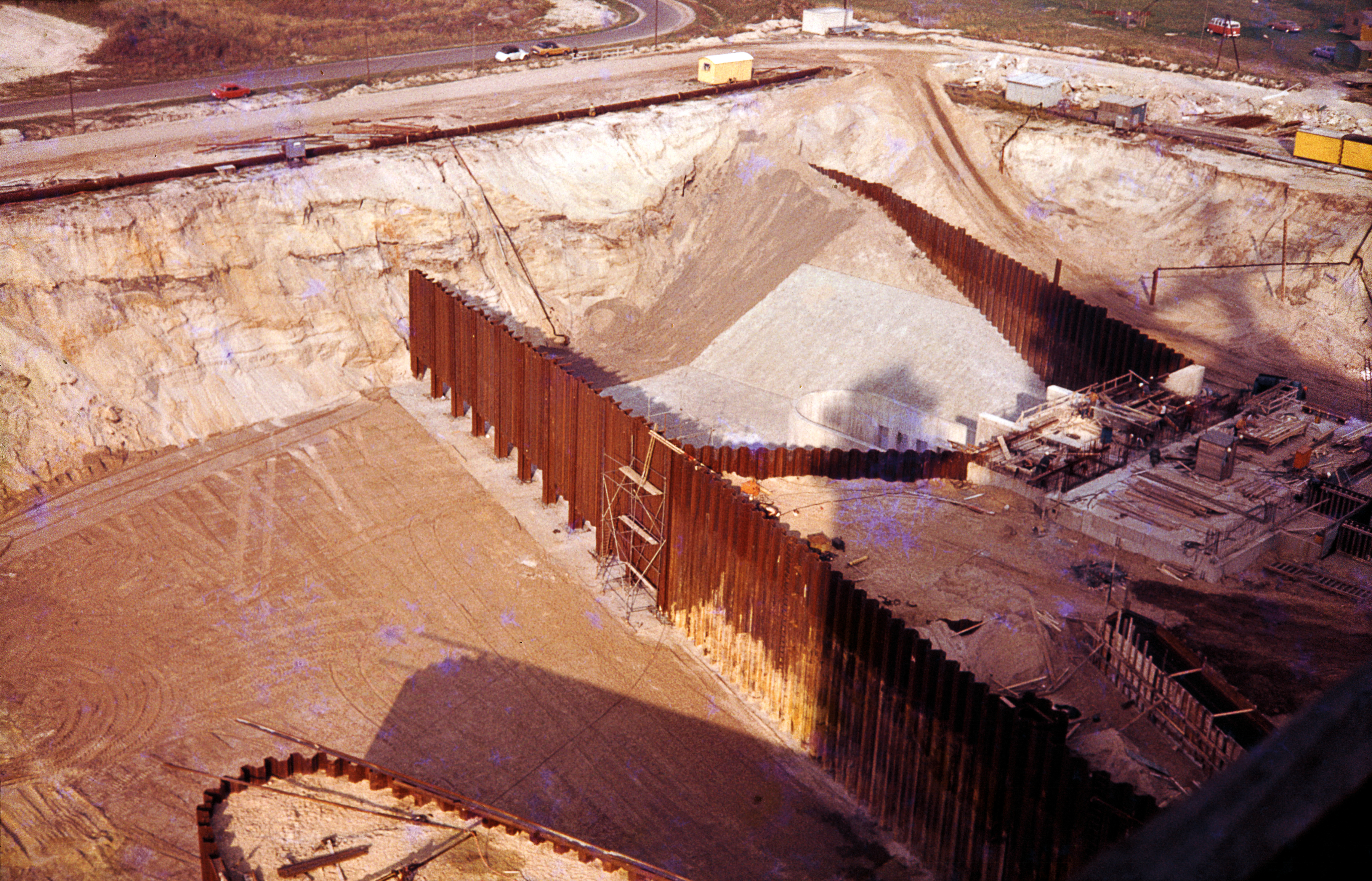
Schiffshebewerk im Bau September 1971 – Anschluss zum Unterwasser mit Blick auf das Einlaufbauwerk zum Pumpenhaus
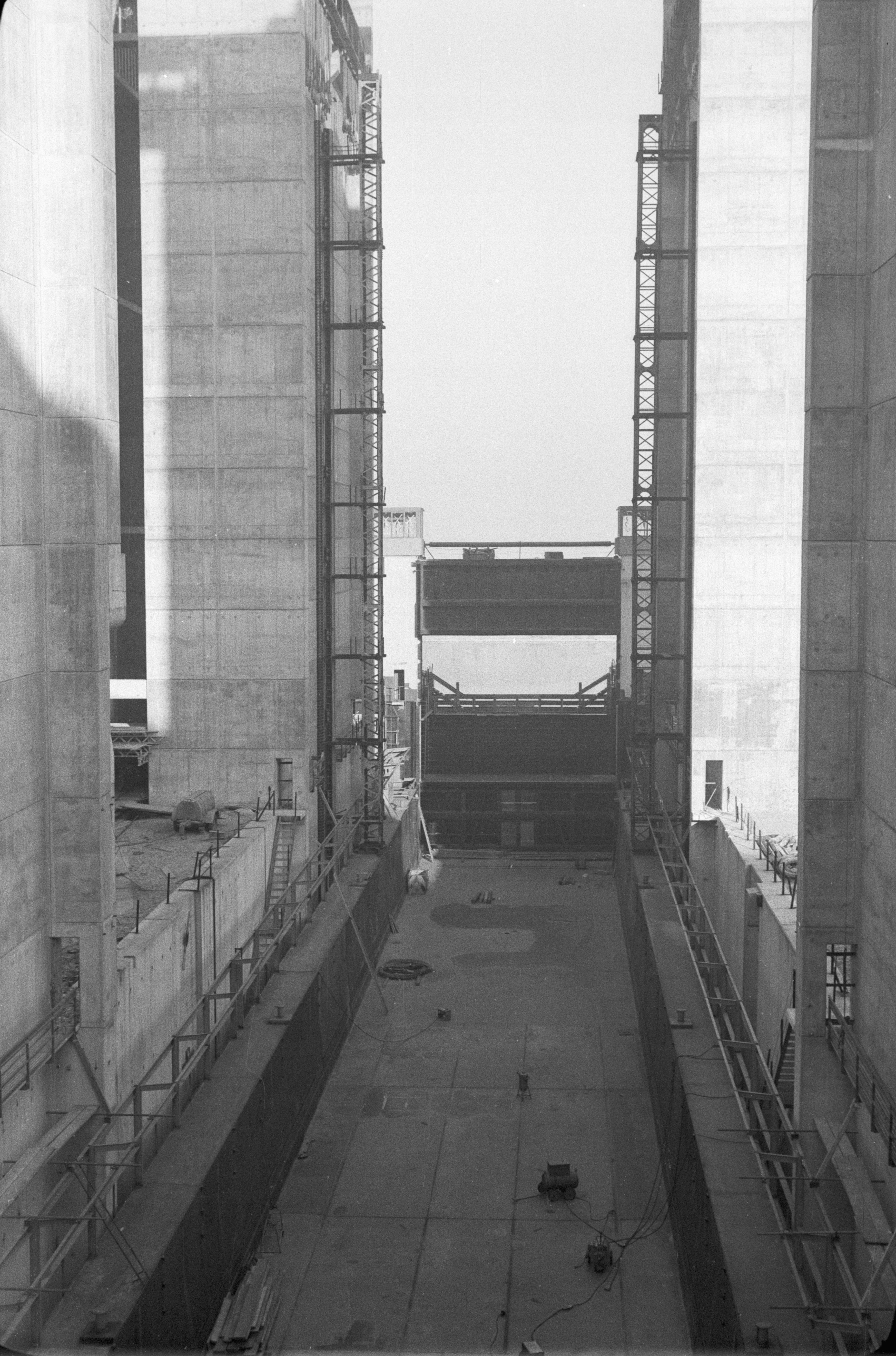
Schiffshebewerk im Bau Januar 1973 – Trog

## Name
Obwohl der offizielle Name Schiffshebewerk Lüneburg lautet, wird es lokal und im Sprachgebrauch der Binnenschiffer wegen der Nähe zur Gemeinde Scharnebeck Schiffshebewerk Scharnebeck genannt.

## Planung für eine Schleuse
Die begrenzte Nutzlänge für Schiffe bis 100 Meter Länge sowie der bisherige Zwang, Schubverbände zu teilen, haben Planungen für den Neubau einer Schleuse mit großer Länge veranlasst. Diese soll eine Nutzlänge von 225 Meter bei einer Fallhöhe von 38 Meter erhalten. Dieser Neubau ist im Bundesverkehrswegeplan 2030 als „Vordringlicher Bedarf“ enthalten.